# Atom Heart Mother (chanson)
Cet article concerne la suite. Pour l'album, voir Atom Heart Mother.
Pour les articles homonymes, voir AHM.
Pistes de Atom Heart Mother
If
(2)
Atom Heart Mother est la première pièce de l'album du même nom de Pink Floyd. C’est un morceau en 6 parties composées collectivement par le groupe avec l’aide de Ron Geesin, appelé par le groupe qui, à un certain moment de la composition, ne savait pas trop dans quelle direction aller. À l'origine, il s'agissait d'une pièce instrumentale en 5 parties nommée The Amazing Pudding, et jouée par Pink Floyd seul. D'une durée de 23 minutes et 39 secondes, le morceau occupe toute la première face du 33 tours paru en 1970 et représente le second plus long morceau composé par Pink Floyd (après Shine On You Crazy Diamond — les 2 parties ensemble durant plus de 25 minutes — et avant Echoes, le battant de 12 secondes). C’est aussi le plus long instrumental du groupe dans sa discographie officielle.

## Titre de la chanson
Quelques heures avant sa commercialisation, Ron Geesin trouve le titre « Atom Heart Mother » inspiré de la lecture d’un article du journal The Evening Standard intitulé Nuclear drive for woman's heart, à propos d'une jeune maman porteuse d’un pacemaker fonctionnant à l'aide d'une pile au plutonium. Le titre pourrait être traduit par Mère au cœur atomique en français.
Un film iranien sorti en 2015, Atomic Heart Mother (en français Mère Cœur d'atome, en persan مادر قلب اتمی ou Madar-e ghalb atomi), s’en est inspiré pour son propre titre.

## Composition
L'enregistrement du morceau a nécessité la présence d'un chœur, The John Alldis Choir et d'un orchestre, le Philip Jones Brass Ensemble, ce qui lui donne son atmosphère lyrique : on a pu parler, à propos d'Atom Heart Mother, d'un morceau de musique classique. Sorte de grande fresque sublime, le morceau s'ouvre par des trompettes qui rappellent Rossini, avant que n'éclate le thème principal, doté d'un souffle héroïque, homérique, wagnérien. C'est David Gilmour qui est à l'origine de sa composition, et Waters lui trouvait un air de thème de "western imaginaire".
Le morceau se décompose en six mouvements au découpage incertain (voir plus bas) :
1. Father's Shout
2. Breast Milky
3. Mother Fore
4. Funky Dung
5. Mind Your Throats Please
6. Remergence

Après les deux premières expositions du thème, Pink Floyd donne un exemple de musique psychédélique : des voix chorales poussent des cris saccadés pendant que retentissent des sons enregistrés divers et variés (dont un démarrage de moto). Dans l'œuvre de l'album, les chœurs n'interviennent pas durant le passage de la moto, mais bien plus tard ( à 4'53), on les devine à 4'53  durant le thème principal. Les chœurs de femmes n'apparaissent vraiment qu'à 5'37. Un solo de guitare lancinant accompagne cette composition et l'enchaînement musical gagne en intensité jusqu'à aboutir au thème principal.

## En concert
La présentation d'Atom Heart Mother en public, avec cuivres et chœurs, a posé beaucoup de problèmes au groupe : musiciens peu zélés, problèmes de synchronisation, partitions livrées trop tard, etc.
Et bien souvent le groupe préfèrera en présenter une version plus légère, en simple quatuor, ce qui était déjà le cas avant l'intervention de Ron Geesin. Présente sur de très nombreux enregistrements pirates, cette version en quatuor est considérée par de nombreux fans comme nettement plus enthousiasmante que la version officielle, souvent qualifiée de pompeuse. La version quatuor débute plus abruptement, avec le décollage d'un petit avion couvert par un roulement de batterie et suivi immédiatement par l'exposition du thème de la première partie (Father's Shout). La seconde partie (Breast Milky) est assez semblable à l'officielle, en plus sobre. La surprise est totale dans la troisième partie (Mother Fore), où la partie de chœurs « carlorffiens » est remplacée par des vocalises en voix de tête de Gilmour et Wright. La quatrième partie (Funky Dung) est semblable à l'officielle, le retour des chœurs en moins. La cinquième (Mind Your Throats Please), est bizarrement « shuntée » ou remplacée, sur les premières présentations publiques, par un solo de batterie, et la pièce se termine sur la reprise de Father's Shout, et parfois celle de Breast Milky, qui correspondent à Remergence. L'ensemble dure de 16 à 20 minutes selon les versions.
Pink Floyd jouera ainsi Atom Heart Mother sur scène jusqu'en 1972, alors que The Dark Side of the Moon est en chantier.

## Découpage du morceau
La version de l'album EMI a indexé les 6 parties ainsi :
1. Father's Shout (00:00 - 2:52)
2. Breast Milky (2:53 - 5:26)
3. Mother Fore (5:27 - 10:11)
4. Funky Dung (10:12 - 14:56)
5. Mind Your Throats Please (14:57 - 19:12)
6. Remergence (19:13 - 23:39)

## Personnel
- David Gilmour : Fender Stratocaster
- Nick Mason : batterie Ludwig, percussions, effets sonores
- Roger Waters : Fender Precision Bass, effets sonores
- Rick Wright : piano Steinway, orgue Farfisa et Hammond, mellotron, orchestration
- Ron Geesin : orchestration
- Abbey Road Session Pops Orchestra : cuivres
- The John Aldiss Choir : chœurs